# Mistrzostwa Nordyckie w Zapasach 1989
Mistrzostwa odbyły się w fińskim mieście Ylivieska, 8 kwietnia 1989 roku.

## Tabela medalowa
Gospodarz zawodów został zaznaczony kolorem.
| Poz. | Państwo   |    |    |   | Łącznie |
| ---- | --------- | -- | -- | - | ------- |
| 1    | Finlandia | 6  | 4  | 0 | 10      |
| 2    | Szwecja   | 3  | 4  | 2 | 7       |
| 3    | Dania     | 1  | 1  | 1 | 3       |
| 4    | Norwegia  | 0  | 1  | 4 | 5       |
|      | Łącznie   | 10 | 10 | 7 | 27      |

## Wyniki

### Styl klasyczny
| Konkurencja            | Złoto             | Srebro           | Brąz                |
| Kategoria do 48 kg     | Thomas Joergensen | Veli Marttila    | ----                |
| Kategoria do 52 kg     | Vesa Maekiturja   | Per Nielsen      | Andres Oehlen       |
| Kategoria do 57 kg     | Pierre Dikanda    | Esa Murtoaro     | Ole Krogsgaard      |
| Kategoria do 62 kg     | Juha Virtanen     | Ronny Sigde      | Mats Olsson         |
| Kategoria do 68 kg     | Lars Lagerborg    | Jukka Loikas     | Morten Brekke       |
| Kategoria do 74 kg     | Tuomo Karila      | Peter Puls       | Martin I.Dalsbotten |
| Kategoria do 82 kg     | Timo Niemi        | Oerjan Jansson   | Knut E.Johansen     |
| Kategoria do 90 kg     | Harri Koskela     | Christer Gulldén | Harald Vikdal       |
| Kategoria do 100 kg    | Keijo Manni       | Karl Erik Innala | ----                |
| Kategoria ponad 100 kg | Tomas Johansson   | Juha Ahokas      | ----                |